# یتیمان ژاپنی در چین

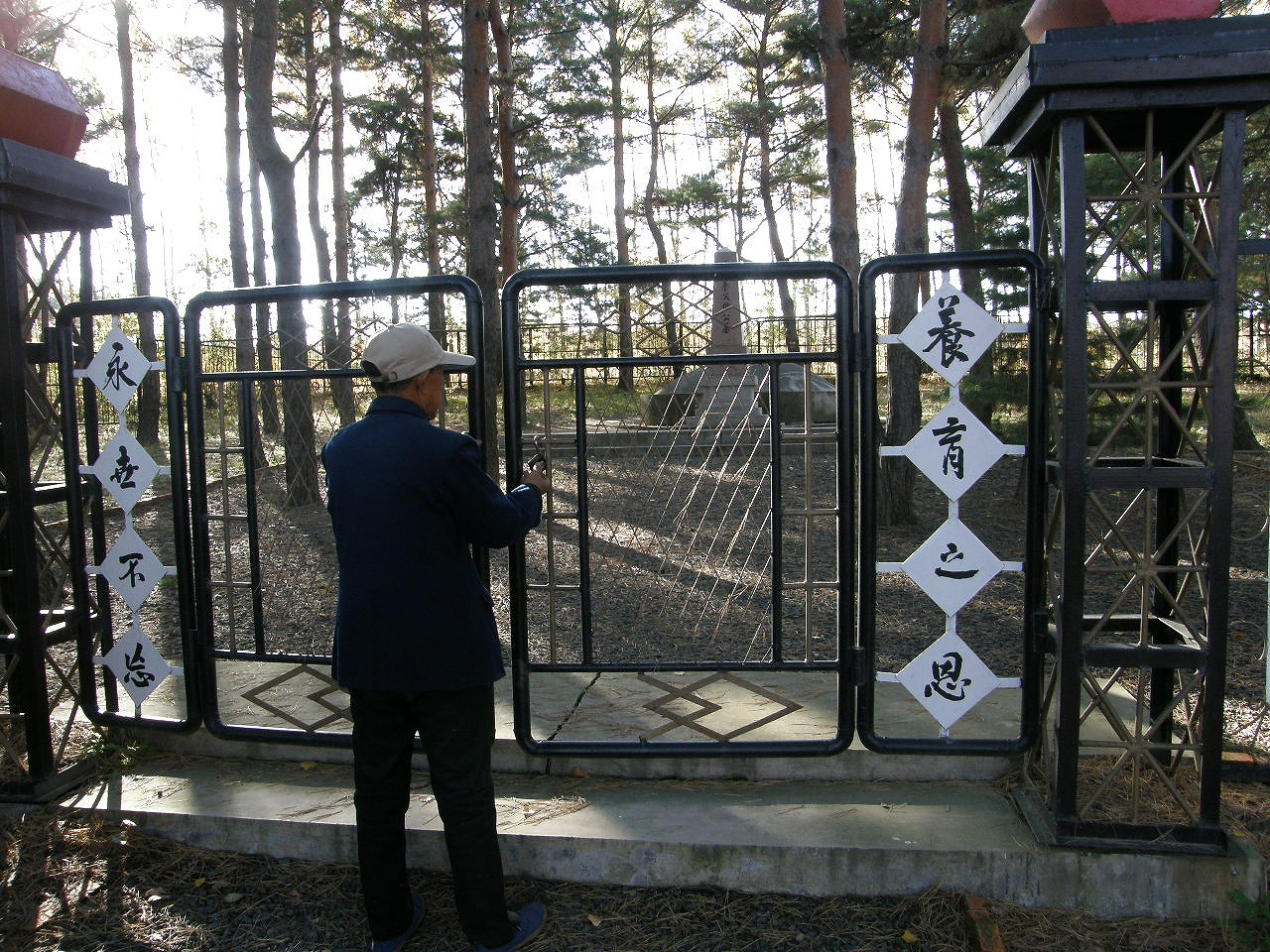
یکی از باقی‌ماندگان ژاپنی در چین، در کنار گورستان عمومی ژاپنیان در استان هوسی در چین

یتیمان ژاپنی در چین (به انگلیسی: Japanese orphans in China) یا ژاپنیان جامانده در چین (به ژاپنی: 中国残留日本人 ちゅうごくざんりゅうにほんじん) به ژاپنیانی گفته می‌شود که در اواخر جنگ جهانی دوم و پس از حمله شوروی و شکست و فرار ارتش کانتوگون از چین، موفق به ترک این کشور نشده و در چین باقی ماندند.

## زمینه
مهاجرت دادن ژاپنیان به سه منطقهٔ منچوری، مغولستان داخلی و چین شمالی توسط دولت ژاپن پس از حادثه موکدن (۱۹۳۱) آغاز شد و تقریباً تا جنگ اقیانوس آرام (اواخر ۱۹۴۱) ادامه داشت. در سال ۱۹۳۶ کابینهٔ هیروتا کوکی نخست‌وزیر وقت طرحی بیست ساله را تصویب کرد که بر اساس آن از سال ۱۹۳۶ تا ۱۹۵۶، ۵ میلیون ژاپنی به عنوان مهاجر به این مناطق اعزام می‍شدند و قرار بود یک میلیون حلقه چاه توسط این مهاجران جهت کشاورزی حفر شود. در سال ۱۹۳۶ در حدود ۲۰٬۰۰۰ نفر خانوادهٔ ژاپنی و از سال ۱۹۳۸ تا ۱۹۴۲ حدود ۲۰٬۰۰۰ نفر دیگر در این مناطق اسکان داده شدند. این مهاجرت در زمانی که ارتش سلطنتی ژاپن، برتری هوایی و دریایی خود را در دریای زرد از دست داد متوقف شد.

## حمله شوروی به چین
با وجود اینکه اتحاد جماهیر شوروی یک پیمان بی‌طرفی با ژاپن به امضاء رسانده بود در ماه اوت سال ۱۹۴۵، در پایان جنگ جهانی دوم، به‌طور یک جانبه لغو یک طرفه این قرار دارد را اعلام کرد و بلافاصله در روز ۹ اوت، حمله به بخش شمال شرقی چین مانچوکوئو را آغاز کرد. ارتش چون پیش‌بینی چنین حمله‌ای را کرده بود، وسایل نقلیه اتومبیل، کامیون و قطار را برای فرار تهیه کرده بود و در طول شب با این وسایل خانواده‌های نظامیان توانستند از منطقهٔ حمله خارج شوند. اما روز بعد برای خانواده‌های معمولی که امکان استفاده از هیچ‌گونه وسایل نقلیه را نداشتند، تنها راه فرار از منچوری پای پیاده بود. در نزدیکی مرز از بین این افراد، مردان بزرگسال به فرمان ارتش ژاپن برای مقابله با حمله شوروی به جبهه فرستاده شدند و بدین ترتیب به‌طور طبیعی زنان، افراد مسن و کودکان قادر به فرار نشده و در چین باقی ماندند.

## کودکان باقی‌مانده
تعداد بسیاری از این باقی ماندگان را کودکان خانواده‌های ژاپنی تشکیل می‌دهند. با توجه به آمار دولت چین، در حدود ۲۸۰۰ کودکان ژاپنی پس از فرار والدینشان پس از جنگ در چین باقی‌مانده بودند، ۹۰ درصد از این تعداد در مغولستان و شمال شرقی چین (سپس مانچوکوئو) ساکن بودند. این کودکان توسط خانواده‌های روستایی چینی به فرزندی پذیرفته شدند. در سال ۱۹۸۰، یتیمان بازگشت به ژاپن را آغاز کردند، با این حال، آن‌ها در ژاپن با تبعیض به دلیل عدم مهارت در استفاده از زبان ژاپنی مواجه شدند، همچین مشکلاتی دیگری نیز در ارتباط با حفظ شغل ثابت پیدا کردند. در ماه اوت سال ۲۰۰۴، با توجه به ارقام از وزارت کار ژاپن مقرر شد که ۲۴۷۶ یتیم ماهانه ۳۰٬۰۰۰–۲۰٬۰۰۰ ین ماهانه از دولت ژاپن دریافت کنند. در سال ۲۰۰۴، ۶۱۲ یتیم در دادگاه طرح دعوی در برابر دولت ژاپن کردند و ادعا می‌کنند که این مسؤولیت دولت ژاپن است که آن‌ها در چین جا گذاشته شدند؛ و هر شاکی خواستار دریافت ۳۳٬۰۰۰٬۰۰۰ ین خسارت شد.

## زنان باقیمانده در چین
به غیر از کودکان تعداد زیادی از زنان ژاپنی نیز در چین باقی ماندند. به این زنان (زانریو فوجین) گفته می‌شود. بیشتر آن‌ها به ازدواج مردان چینی درآمدند. کودکانی که از این ازدواج به وجود آمده است تبعه ژاپن شناخته نمی‌شوند. به این کودکان حق بازگشت به ژاپن به علت داشتن پدر غیرژاپنی و متولد شدن در کشور چین داده نمی‌شود.